# タリホー (トランプ)
タリホー (Tally-ho) とは、アメリカ合衆国のメーカーであるU.Sプレイング・カード社によって製造されているトランプのひとつ。バイスクルと並ぶ同社の人気商品。タリホーとは、キツネ狩りのときにハンターが使う掛け声のこと。

## 特色・種類
素材は紙製で、バイスクルと同様にカード表面の加工（エンボス加工）により滑りがよくなっており、バイスクルと並びマジシャンに愛用されている。ただし、加工の仕方は異なる。バイスクルと同様に、標準的なトランプのサイズであるポーカーサイズとブリッジサイズの両方について製品があり、さらに裏面のデザインも2種類（サークルバックとファンバック）ある。色は赤と青の2種類が代表的。

## カードのデザイン
ジョーカーにはカウボーイらしき人物が描かれている。スペードのＡのデザインはバイスクルのそれと比べるとかなり目立つデザインである。また、カードの裏模様は花びらのようなものが描かれているサークルバックと小鳥などが描かれているファンバックがあるが、どちらも外側に白枠がある。
マジシャンの前田知洋はタリホーを愛用しており、専用モデルである『Tomohiro Maeda MODEL TALLY-HO GOLD FRAME』も存在する。